# Freer (Teksas)
Freer je grad u američkoj saveznoj državi Teksas. Prema popisu stanovništva iz 2010. u njemu je živjelo 2.818 stanovnika.